# Illa Kunghit
L'illa Kunghit és l'illa més meridional de l'arxipèlag Haida Gwaii, a la Colúmbia Britànica, Canadà. Es troba al sud de l'illa Moresby, de la qual es troba separada pel Canal Houston Stewart. El punt més meridional de l'illa, anomenat Cap St James, delimita el límit entre l'estret d'Hècate i el Queen Charlotte Sound. Anteriorment havia estat coneguda com a illa Prevost.
L'illa té una llargada de 24 quilòmetres i una amplada d'entre 2 i 13 quilòmetres. La seva superfície és de 215 km².